# Les Atlantides
Vous pouvez aider à l'améliorer ou bien discuter des problèmes sur sa page de discussion.
- Certaines informations devraient être mieux reliées aux sources mentionnées dans la bibliographie ou les liens externes. Améliorez sa vérifiabilité en les associant par des références. (Marqué depuis juin 2014)
- Il est à actualiser. Certains passages sont obsolètes ou annoncent des événements désormais passés. (Marqué depuis juin 2013)

Pour les articles homonymes, voir Atlantide (homonymie).

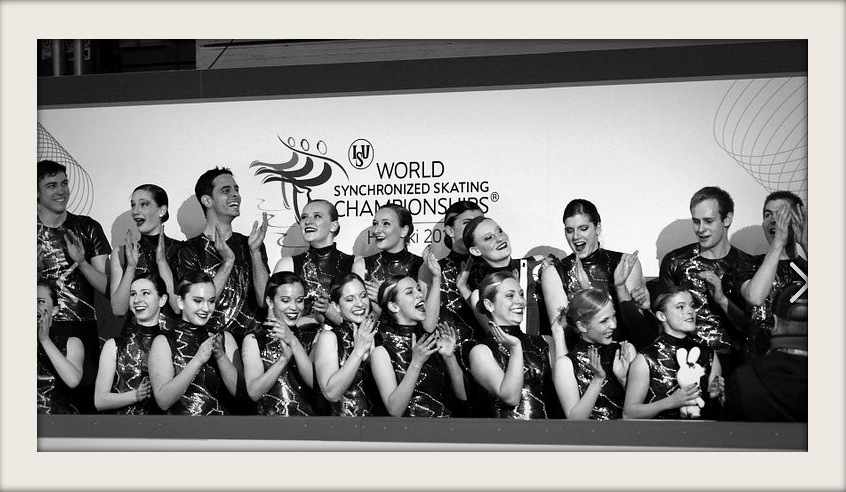
Les Atlantides lors de leur championnat du monde en avril 2011 à Helsinki, Finlande. (Facebook Atlantides).

Les Atlantides est le nom de l'équipe de patinage synchronisé du club de Bordeaux Sports de Glace (BSG) qui s'entraîne à la patinoire de Mériadeck à Bordeaux, en Gironde. L'équipe patine chez les seniors depuis la saison 2005/2006. L'équipe est entrainée par Florine Duchamps, ancienne patineuse et capitaine de l'équipe. Les Atlantides possèdent également trois autres équipes : en Séniors D2, Novices et Adultes.
L'équipe a été championne de France à quatre reprises entre 2008 et 2011. Elle a déjà représenté l'Hexagone à cinq championnats du monde, à Prague (CZE) en 2006, à Budapest (HUN) en 2008, à Zagreb (CRO) en 2009, à Colorado Springs (USA) en 2010 et enfin à Helsinki (FIN) en 2011.

## Palmarès
| Compétition                  | 2006 | 2007 | 2008 | 2009 | 2010 | 2011 | 2012 | 2013 | 2014 | 2015 |
| Championnats de France (FRA) | 2e   | 2e   | 1re  | 1re  | 1re  | 1re  | 2e   | 3e   | 3e   | 2e   |
| Master (FRA)                 |      |      |      | 1re  | 1re  | 1re  | 3e   | 3e   | 2e   |      |
| Championnats du monde        | 16e  |      | 16e  | 15e  | 16e  | 16e  |      |      |      |      |
| French Cup (FRA)             | 10e  | 12e  | 7e   | 10e  | 14e  | 11e  | 12e  |      |      |      |
| Spring Cup (ITA)             |      |      |      |      |      |      | 8e   |      |      |      |
| Neuchatel Trophy (SUI)       |      |      | 5e   |      |      |      |      |      |      |      |
| '                            |      |      |      |      |      |      |      |      |      |      |

## Team France de 2008 à 2011

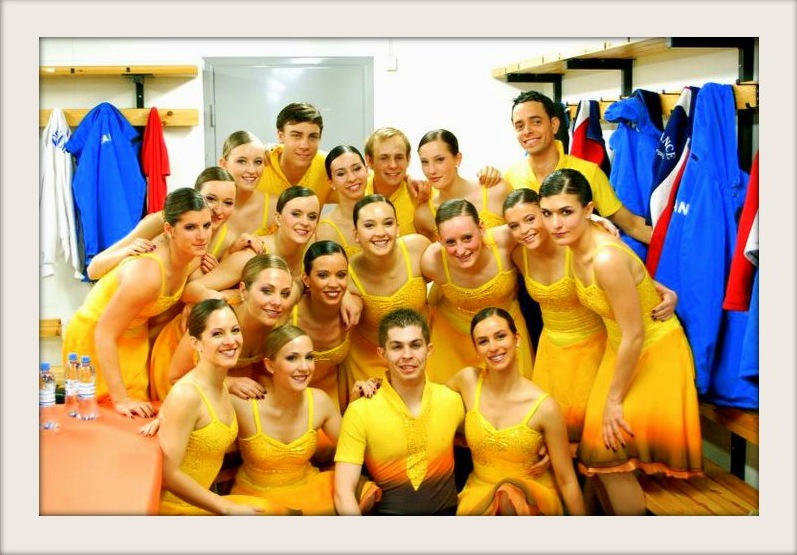
Les Atlantides après le SP lors des championnats du monde 2011 à Helsinki, Finlande (Facebook Atlantides).

Pendant quatre saisons, les Atlantides sont sans rivales. Elles battent pour la première fois leurs rivales lyonnaises les Zoulous en 2008 lors du Championnat de France, en décembre 2007. En 2009, les Atlantides sont l'unique équipe française en lice pour le chemin de sélection au championnat du monde.
L'équipe retrouve la concurrence dès 2010 avec les Zoulous (Lyon) et les Alouettes (Pessac) mais également la Team Synchro Energie (Rouen-Louviers) en 2011. Cependant, l'équipe accapare la première place du podium national, quatre fois d'affilée, s'offrant le luxe de participer à quatre championnats du monde successifs pour représenter la France : Budapest (HUN) en 2008, à Zagreb (CRO) en 2009, à Colorado Springs (USA) en 2010 et enfin à Helsinki (FIN) en 2011. Occupant alternativement la 16e et 15e place mondiale, les Atlantides deviennent une équipe incontournable du plateau français face aux très anciennes Zoulous (présentes depuis 1994) ou les Alouettes de Pessac (aujourd'hui disparu).

## Saison 2011- 2012

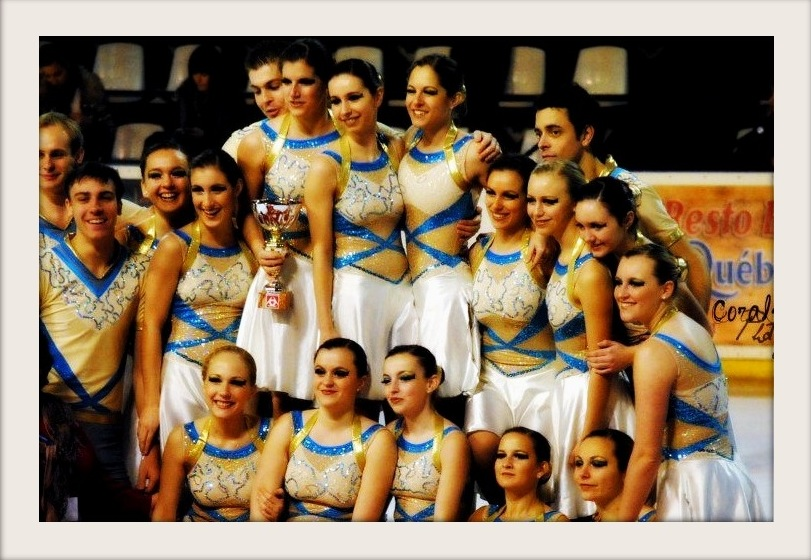
Les Atlantides à domicile en janvier 2012 (Coralie Blandin)

Invaincue jusqu'alors, l'équipe échoue en 2012. D'abord une troisième place au master, puis elle n'obtient que le titre de vice-champion de France aux Elites en décembre 2011 à Dammarie-les-Lys. À la French Cup, elle se classe troisième équipe française, derrière les Zoulous et TSE. À la suite d'une décision de la FFSG le chemin de sélection change. En effet ce n'est plus deux compétitions remportées sur les trois (Master, Elites, French Cup) mais un système de points en fonction des victoires à travers quatre compétitions (Master, Elites, French Cup et Spring Cup).
Malgré une belle performance à Milan, Italie, lors de la Spring Cup (dernière manche pour la qualification au mondial) en obtenant une 8e place sur 14, devant les deux autres équipes françaises TSE et Zoulous, les Atlantides se voient échapper leur qualification pour le championnat du monde, à la suite des résultats décevants en début de saison. Elles réalisent lors de cette compétition dominée par Team Surprise (Championne du monde deux mois plus tard à Göteborg, Suède) leur meilleur score personnel de la saison (102.99).

## Saison 2012- 2013

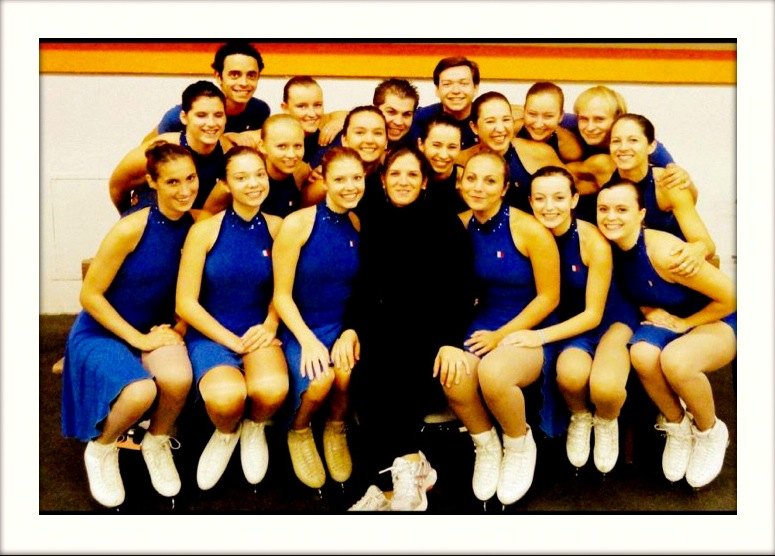
Les Atlantides et leur entraîneur en septembre 2012 à Bordeaux (Facebook Atlantides)

La saison 2013 sera officiellement lancée lors des Masters de Compiègne, début novembre 2012. Trois compétitions majeures attendent les Atlantides pour le chemin de sélection, les Masters à Compiègne, le week-end du 10 et 11 novembre 2012, où l'équipe retrouvera les Zoulous, La TSE et les Ex'L'Ice, puis les Elites à Strasbourg du 13 au 16 décembre 2011, et enfin la traditionnelle French Cup le premier week-end de février 2013.

## Les patineurs
En 2010-2011 l'équipe totalise 19 patineurs (dont quatre garçons) :
Marie-Lucie Ambrosino, Christopher Andre, Davina Barreyre (C), Élyse Belmont, Manon Cadren, Xavier Cartey, Julien Cortes, Xavier Dauchy, Élise De Rouck, Claire Duprat, Ségolène Estribeau, Ashley Hervé, Faustine Lafon, Nathalie Lakdja (A), Maylis Laporte, Maëva Serou, Emmanuelle Schue, Marylou Thévenot, Pauline Vandal
En 2011-2012 l'équipe totalise 20 patineurs (dont quatre garçons) :
Marie-Lucie Ambrosino, Christopher Andre, Davina Barreyre (C), Manon Cadren, Xavier Cartey, Julien Cortes, Xavier Dauchy, Claire Duprat, Faustine Lafon, Nathalie Lakdja, Maylis Laporte (A), Flavie Lefevre, Emilie Lemeteyer, Philippine Nougaro, Flavie Olivar, Violaine Peré, Maëva Serou, Emmanuelle Schue, Marylou Thévenot, Pauline Vandal.
En 2012-2013 l'équipe totalise 20 patineurs (dont cinq garçons) :
Marie-Lucie Ambrosino, Christopher Andre, Davina Barreyre, Manon Cadren, Xavier Cartey, Julien Cortes, Xavier Dauchy, Marine Dubos, Tamara Dubos, Faustine Lafon, Nathalie Lakdja, Maylis Laporte, Damien Le Goff, Emilie Lemeteyer, Julie Lion, Philippine Nougaro, Violaine Peré, Emmanuelle Schue, Marylou Thévenot, Pauline Vandal.

## Les programmes
| Season    | Short                                 | Free                                |
| --------- | ------------------------------------- | ----------------------------------- |
| 2012-2013 | *                                     | Tina Turner Medley                  |
| 2011-2012 | Explosive by Bond                     | Tzelma by Cirque du Soleil          |
| 2010-2011 | Le feu de l'eau by Frank Nimsgern     | ..                                  |
| 2009-2010 | Blues                                 | Moulin rouge comédie musicale       |
| 2008-2009 | Ghost Love Score by Nightwish         | Middle Age Symphony by M. Rodriguez |
| 2007-2008 | Plunkette & Maclean, Roméo & Juliette | The Lion King (Soundtrack)          |